# 希拉海鮋
希拉海鮋，為輻鰭魚綱鮋形目鮋亞目鮋科的其中一種，為熱帶海水魚，分布於中太平洋東部加利福尼亞灣至巴拿馬海域，棲息深度可達250公尺，體長可達25公分，棲息在底層水域，生活習性不明。

## 扩展阅读
維基物種上的相關：希拉海鮋